# Сон Сон Тхе
Сон Сон Тхе (3 січня 1972) — південнокорейський хокеїст на траві.
Срібний призер Олімпійських Ігор 2000 року, учасник 1996, 2004 років.
Переможець Азійських ігор 2002 року, срібний призер 1998 року.
Срібний призер Трофею чемпіонів 1999 року, бронзовий призер 2000 року.
Чемпіон Азії 1999 року.